# 훈허역
훈허역(중국어: 浑河站)은 중국 랴오닝성 선양시 허핑구 훈허잔시 가도(浑河站西街道)에 위치한 역으로, 1902년에 개장했다. 선양역에서 8 km, 단둥역에서 269 km 떨어져있다. 선양 철로국 선양 철로분국 관할하에 있는 3등역이다.
훈허 역은 2007년 4월 18일 중국철도 6차 대제속(中国铁路第六次大提速) 때부터 여객운송을 중단했다.

## 건물 구조
훈허역 구역터는 19310m2의 면적을 차지하고 12개의 단일 건물로 나뉘어 있으며, 그 중 129, 120은 제정 러시아 시대 건축물로 푸른 벽돌, 목재 골조에 시멘트로 덮은 지붕을 사용하고, 추위를 견디기 위한 목적으로 벽 두께가 약 80cm이며, 일반 주거용으로는 크지 않기 때문에 매표소 기능으로 추측하고 있다. 이후 구 훈허역 부근에 10개의 부속건물이 추가로 지어져 일본식 건축물로 붉은 벽돌과 목조 지붕을 사용하였다. 기능상 역무원의 기숙사로 추측하고 있다.

## 인접역

### 중국 국철
- 선푸 성제철로
  - 선양역 ← 훈허역 → 유수타이역(푸순 북 방면)
- 선다 철로
  - 선양역(선양 북 방면) ← 8km 훈허역 5km → 쑤베이역(다롄 동 방면)
- 선단 철로
  - 선양역 ← 8km 훈허역 5km → 쑤베이역(단둥 방면)
- 선산 철로
  - 란준툰역(선양 방면) ← 훈허역 → 쑤베이역 (산하이관)